# Майлі Стюарт
Майлі Стюарт (англ. Miley Stewart) — персонаж і головна героїня серіалу «Ханна Монтана». Її роль з прем'єри (24 березня 2006 року) виконує Дестіні Хоуп Сайрус (Destiny Hope Cyrus, народ. 23 листопада 1992 р.), відоміша як Майлі Сайрус (Miley Cyrus) — дочка американської кантрі-зірки Білі Рея Сайруса («Achy Breaky Heart»).
За сюжетом серіалу «Ханна Монтана (телесеріал)» вона живе подвійний життям. Вдень в школі вона звичайна дівчина Майлі Стюарт. Але ввечері таємно від знайомих перетворюється у світову поп-зірку на ім'я Ханна Монтана.
Популярність цього персонажа призвела до того, що студія Діснея зняла за мотивами серіалу фільм «Концертний тур Ханни Монтана та Майлі Сайрус». Фільм зайняв в США одне з перших місць за касовими зборами за перший квартал 2008 р., а її пісні «See You Again» та «7 Things» увійшли до першої десятки Billboard Hot 100.

## Створення
Спочатку головну героїню хотіли назвати Хлоя Стюарт, а альтер-его — Алексіс Техас. Спочатку на проби прийшла Тейлор Момсен, але їй відразу відмовили. Роль дісталася Майлі Сайрус. Продюсери серіалу вирішили назвати героїню Майлі Стюарт (зберігши реальне ім'я актриси), а альтер-его — Ханною Монтаною. Майлі Сайрус виконувала роль у серіалі до літа 2010 року (тобто, до кінця зйомок). Коли зйомки завершилися, дівчина почала налагоджувати особисте життя (стосунки з Ліамом Хемсвортом)
 і готувала реліз альбому «Can't Be Tamed».

## Ханна Монтана
Дівчина придумала Ханну Монтану, коли їй було 11 років. Перший хіт Ханни «The Best of Both Worlds» приніс їй визнання та популярність.

## Відомі пісні
1. «Rock Star»
2. «Life's What You Make It»
3. «Just Like You»
4. «Nobody's Perfect»
5. «Pumpin' Up the Party»
6. «I Got Nerve»
7. «We Got The Party»